# Disney Sports Skateboarding
Disney Sports Skateboarding, también conocido como Disney All Star Sports: Skateboarding en Europa, es un videojuego de deportes publicado por Konami y lanzadas para Game Boy Advance y Nintendo GameCube en 2002. El juego consiste en personajes del universo de Mickey Mouse compitiendo en monopatinaje.

## Voces y personajes jugables
- Wayne Allwine: Mickey Mouse
- Tony Anselmo: Donald Duck
- Bill Farmer: Goofy
- Russi Taylor: Minnie Mouse
- Jason Marsden: Max Goof
- Arthur Burghardt: Pete

## Recepción
| Críticas Publicación Calificación GC GBA Famitsu 29/40 [ 1 ] 22/40 [ 2 ] GamesMaster N/A 45% [ 3 ] GameSpot 2.2/10 [ 4 ] 3.2/10 [ 5 ] IGN 3/10 [ 6 ] 3/10 [ 7 ] Jeuxvideo.com 10/20 [ 8 ] N/A NGC Magazine 64% [ 9 ] 54% [ 10 ] Nintendo Power 3/5 [ 11 ] 3.4/5 [ 12 ] Official Nintendo Magazine 4/10 [ 13 ] 5/10 [ 14 ] Advance N/A 58% [ 15 ] Play [ 16 ] N/A Puntuaciones de reseñas GameRankings 41.56% [ 17 ] 44.86% [ 18 ] Metacritic 36/100 [ 19 ] 42/100 [ 20 ] |              |              |
| Críticas |              |              |
| Publicación | Calificación | Calificación |
| Publicación | GC           | GBA          |
| Famitsu | 29/40        | 22/40        |
| GamesMaster | N/A          | 45%          |
| GameSpot | 2.2/10       | 3.2/10       |
| IGN | 3/10         | 3/10         |
| Jeuxvideo.com | 10/20        | N/A          |
| NGC Magazine | 64%          | 54%          |
| Nintendo Power | 3/5          | 3.4/5        |
| Official Nintendo Magazine | 4/10         | 5/10         |
| Advance | N/A          | 58%          |
| Play | [ 16 ]       | N/A          |
| Puntuaciones de reseñas |              |              |
| GameRankings | 41.56%       | 44.86%       |
| Metacritic | 36/100       | 42/100       |

El juego recibió críticas "desfavorables" en ambas plataformas según el sitio web de agregación de reseñas Metacritic. En Japón, Famitsu le dio una puntuación de 29 sobre 40 para la versión de GameCube y 22 sobre 40 para la versión de Game Boy Advance.
GameSpot dijo que la versión de GameCube era peor que Disney Sports Basketball, diciendo que "ejemplifica y muestra todo lo que puede salir mal en un juego de skateboard". GameSpot también dijo sobre la versión para GBA: "Incluso si se tiene en cuenta que Disney Sports Skateboarding está destinado a un público más joven, esa excusa no explica todos los problemas y deficiencias del juego".